# حصار قرة تبة
حصار قرة تبة هي قرية في مقاطعة خوي، إيران. عدد سكان هذه القرية هو 124 في سنة 2006.